# Element viral endogen
Un element viral endogen (EVE) és una seqüència d'ADN derivada d'un virus (retrovirus o un altre virus) i present al genoma de la línia germinal d'un organisme no viral. Els EVE poden ser genomes virals complets (provirus) o fragments de genomes virals. S'originen quan una seqüència d'ADN viral s'integra al genoma d'una cèl·lula germinal, donant lloc a un organisme viable. Els EVE que s'estableixen al genoma es poden heretar de generació en generació com un al·lel a l'espècie hoste, i es poden fixar.
Els principals són els retrovirus endògens. Els retrovirus endògens i altres EVE que apareixen com a provirus poden continuar produint virus infecciosos en el seu estat endogen (tot i que en general no poden). La replicació d'aquests virus endògens "actius" pot provocar la proliferació viral i les insercions de la línia germinal. Per a la majoria de virus no retrovirals, la integració de la línia germinal sembla ser un fenomen anòmal rar, i els EVE resultants solen ser només fragments del genoma del virus parental. En general, aquests fragments poden no produir virus infecciosos, però poden expressar proteïnes o ARN.

## Diversitat i distribució
S'han identificat EVE en animals, plantes i fongs En els vertebrats, els EVE derivats de retrovirus (retrovirus endògens) són relativament comuns. A mesura que els retrovirus s'integren al genoma nuclear de la cèl·lula hoste com a part inherent del seu cicle de replicació, és més probable que entrin a la línia germinal. Si ho fan, poden passar de generació en generació, però si romanen a les cèl·lules somàtiques potser no. A més, s'han identificat EVE relacionats amb parvovirus, filovirus, Bornavirus i circovirus en genomes de vertebrats. En els genomes de les plantes, els EVE derivats de pararetrovirus són relativament comuns. També s'han identificat a les plantes EVEs derivats d'altres famílies de virus no retrotranscrits com Geminiviridae.

## Ús en paleovirologia
Els virus poden servir com una font d'informació retrospectiva sobre virus antics. Molts deriven d'esdeveniments d'integració de la línia germinal que van tenir lloc fa milions d'anys i es poden considerar fòssils virals. Aquests antics EVE són un component important dels estudis paleovirològics que tracten l'evolució a llarg termini dels virus. La identificació d'insercions d'EVEs ortòlegs permet calibrar les línies de temps evolutives dels virus, a partir del temps estimat des de la divergència dels grups d'espècies hoste continguts en els ortòlegs. Aquest enfocament va proporcionar edats mínimes entre 30 i 93 milions d'anys per a les famílies Parvoviridae, Filoviridae, Bornaviridae i Circoviridae, i 12 milions d'anys per al gènere Lentivirus de la família Retroviridae. Els EVE també faciliten l'ús d'enfocaments basats en rellotges moleculars per obtenir calibratges de l'evolució viral a escala de temps geològica (temps profund).

## Ús per espècies hostes
De vegades, els EVE poden proporcionar un avantatge selectiu als individus en què s'insereixen. Per exemple, alguns protegeixen contra la infecció per virus relacionats. En alguns grups de mamífers, inclosos els simis, les proteïnes de l'embolcall retroviral han experimentat una exaptació per produir una proteïna que s'expressa en el sincitiotrofoblast de la placenta, i està implicada en la fusió de les cèl·lules del citotrofoblast per formar la capa sincitial de la placenta. En humans, aquesta proteïna s'anomena sincitina i està codificada per un retrovirus endogen anomenat (ERVWE1) inserit al cromosoma 7 humà. Cal tenir en compte que la captura de gens de sincitina o semblants a la sincitina s'ha produït de manera independent, a partir de diferents grups de retrovirus endògens, en diversos llinatges de mamífers. S'han identificat diferents gens de sincitina en primats, rosegadors, lagomorfs, carnívors i ungulats, amb dates d'integració que oscil·len entre fa 10 i 85 milions d'anys.